# Mazuca amoena
Mazuca amoena là một loài bướm đêm trong họ Noctuidae.